# Garfield megye (Oklahoma)
Garfield megye az Amerikai Egyesült Államokban, azon belül Oklahoma államban található. Megyeszékhelye és legnagyobb városa Enid. Lakosainak száma 62 846 fő (2020. április 1.). Garfield megye Major, Logan, Kingfisher, Noble, Kay, Grant és Alfalfa megyékkel határos.

## Népesség
A megye népességének változása:
| Lakosok száma | 60 733 | 60 595 | 61 198 | 62 267 | 63 569 | 62 846 |
|               | 2010   | 2011   | 2012   | 2013   | 2015   | 2020   |